# Antonio Cano Gea
Antonio Cano Gea fue un naturalista, fotógrafo y periodista español, nacido en Serón (Almería) en 1917 y fallecido en Almería en 1983.

## Fotografía, expediciones y medios de comunicación
En 1948 comienza a desarrollar su interés por la fotografía de Naturaleza, dedicándose a tomar imágenes de paisajes y animales y en 1957 se une a la Sociedad Española de Ornitología.
Junto a José Antonio Valverde (presidente de esta última y compañero de múltiples proyectos en el futuro), participa en expediciones que recorren el parque nacional de Doñana y la Sierra de Cazorla, donde descubrió una especie de lagartija endémica, bautizada Algiroides marchi, y avistó ejemplares de quebrantahuesos. Las fotografías realizadas de los quebrantahuesos, sus crías y nidos le merecieron la medalla de oro del Conseil International de la Chasse (CIC, o Consejo Internacional de la Caza), celebrado en esa ocasión en Austria.
En 1961 se lanzará definitivamente el cine documental y zoológico, colaborando con diversos medios, entre ellos Televisión Española. Ocupando ya el puesto de corresponsal, media entre la cadena estatal y Félix Rodríguez de la Fuente para la creación del célebre programa de esta último, El hombre y la tierra.

## Su labor en Almería: espacios naturales y Parque de Rescate de la Fauna Sahariana
Antonio Cano Gea fue asimismo un entregado admirador y conservador de la naturaleza de su tierra natal, Almería. Fue uno de los primeros en alertar sobre los problemas que sufrían la albufera de Adra, humedal de la costa del Poniente Almeriense de gran valor biológico, debido a la presión ejercida por la agricultura intensiva. Sus peticiones de protección para el espacio, actualmente Paraje Natural, no prosperaron en su época. Del mismo modo, fue uno de los primeros en interesarse por las salinas de Punta Entinas, hoy día Paraje Natural de Punta Entinas-Sabinar. Los métodos de estudio seguidos por Cano sirvieron de base para las posteriores investigaciones de José Antonio Valverde en Doñana.
Su labor, no obstante, llega a su cúspide en el año 1971 y posteriores, cuando, en colaboración con Valverde, crea la Reserva Natural de La Hoya, en una finca propiedad del CSIC situada en el barrio de ese nombre, a las espaldas de la alcazaba de la capital almeriense. Valverde y Cano, especialmente sensibilizados por la situación de especies de gacelas norteafricanas poco estudiadas, como la gacela dorcas (Gazella dorcas neglecta) y la gacela dama o gacela mohor (Gazella dama), decidieron acometer su cría en cautividad, una exitosa empresa pionera en el mundo. Fue el Ejército Español el que colaboró en la captura de los ejemplares necesarios en el Sáhara Español. En 1975 la Reserva Natural se convirtió en el Parque de Rescate de la Fauna Sahariana, que, dependiendo del Ministerio de Educación y Ciencia y la Estación Experimental de Zonas Áridas de Almería, lleva a cabo una importante tarea de cría y reintroducción de especies de gacelas norteafricanas, incluyéndose además de las citadas otras especies como la gacela de Cuvier (Gazella cuvieri) o el arrui sahariano (Ammotragus lervia sahariensis).
Sus esfuerzos han sido reconocidos por organizaciones como National Geographic Society, de la que fue miembro, o WWF/Adena.